# Moniliformis moniliformis
Moniliformis moniliformis – gatunek pasożytniczego kolcogłowa. Najczęściej występujący na świecie spośród wszystkich przedstawicieli tego typu. Jego ciało jest bezbarwne, wydłużone, o dwubocznej symetrii. Samce osiągają średnio 4–13 cm długości, samice są większe i mierzą 10–27 cm. Składane przez nie jaja mają barwę od żółtej do brunatnej, wymiary 67 × 32 µm i gładką otoczkę.
Ze względu na brak specyficzności w stosunku do żywicieli ostatecznych, jak i pośrednich, jest to gatunek kosmopolityczny. Notowany na wszystkich kontynentach oprócz Antarktydy, ponieważ w większości rejonów geograficznych może zamknąć swój cykl życiowy.
Ze względu na tendencję do akumulacji niektórych toksyn gatunek ten może być wykorzystywany jako bioindykator zanieczyszczeń środowiska. Stężenie w jego ciele jest zwykle kilkadziesiąt razy wyższe niż w wątrobie, mięśniach czy nerkach żywiciela.

## Ekologia
Formy dorosłe Moniliformis moniliformis najczęściej pasożytują w jelicie gryzoni, takich jak szczury, myszy czy chomiki, ale są również spotykane u kotów, lisów, psów, łasic oraz drapieżnych ptaków, a przypadkowo także u człowieka. Żywicielami pośrednimi są owady koprofagiczne (karaczany, czarnuchowate, mącznik młynarek).
W cyklu rozwojowym samica jest zapładniana tylko raz, ponieważ po kopulacji jej otwór płciowy zostaje zaczopowany przez wydzielinę z gruczołów cementowych samca. Składane przez nią ciemnożółte jaja już od momentu złożenia zawierają larwę (akantor) zaopatrzoną w, widoczne na biegunie głowowym, prowizoryczne kolce. Po połknięciu przez owada zostaje ona uwolniona i, przenikając przez ścianę układu pokarmowego, dostaje się do jamy ciała. W dalszej kolejności następuje przekształcenie w incystujące się stadium inwazyjne (akantella). Ssaki zjadają żywiciela pośredniego, a w ich przewodzie pokarmowym akantella wydobywa się z cysty i po wynicowaniu swojego ryjka przyczepia się do ściany jelita cienkiego. Po upływie kilku tygodni osiąga dojrzałość płciową.